# 伊舎那院
伊舎那院（いしゃないん）は、香川県三豊市財田町にある寺院。寺号は如意輪寺。宗派は真言宗単立、本尊は聖如意輪観音で、新四国曼荼羅霊場第21番札所。
御詠歌：へだてなき　ほとけの慈悲に　いだかれて　心まろやか　北のやまでら

## 概要・歴史
聖徳太子の開基にて、中興は聖宝理元大師である。往古は讃岐十五ヶ院の一院として末寺二十四ヶ寺を数え、旧嵯峨御所大覚寺塔頭の兼務により院家格を賜り、丸亀藩の祈雨寺として、寺領120石を有した。天正年間の兵火で焼失するも、その後、復興される。
伊舎那院由来（天明時期　同寺蔵）によると【天正六年10月、長曾我部元親この国（讃岐）乱入の兵火により悉く灰燼となりぬ】
また、金毘羅大権現別当金光院との縁深く、仁王像は金光院からおくられたもので、六角経蔵には黄檗版一切教数千冊が収められ転輪の御利益が受けられ、太子信仰の如意輪観音の本尊は子安・子授け観音として霊験あらたかである。
仁王像は長曾我部元親から金毘羅権現に奉納されたものであり、この件からも長曾我部がよく言われる単なる破壊者ではないことが窺える。

## 境内
- 仁王門：仁王像は市文化財

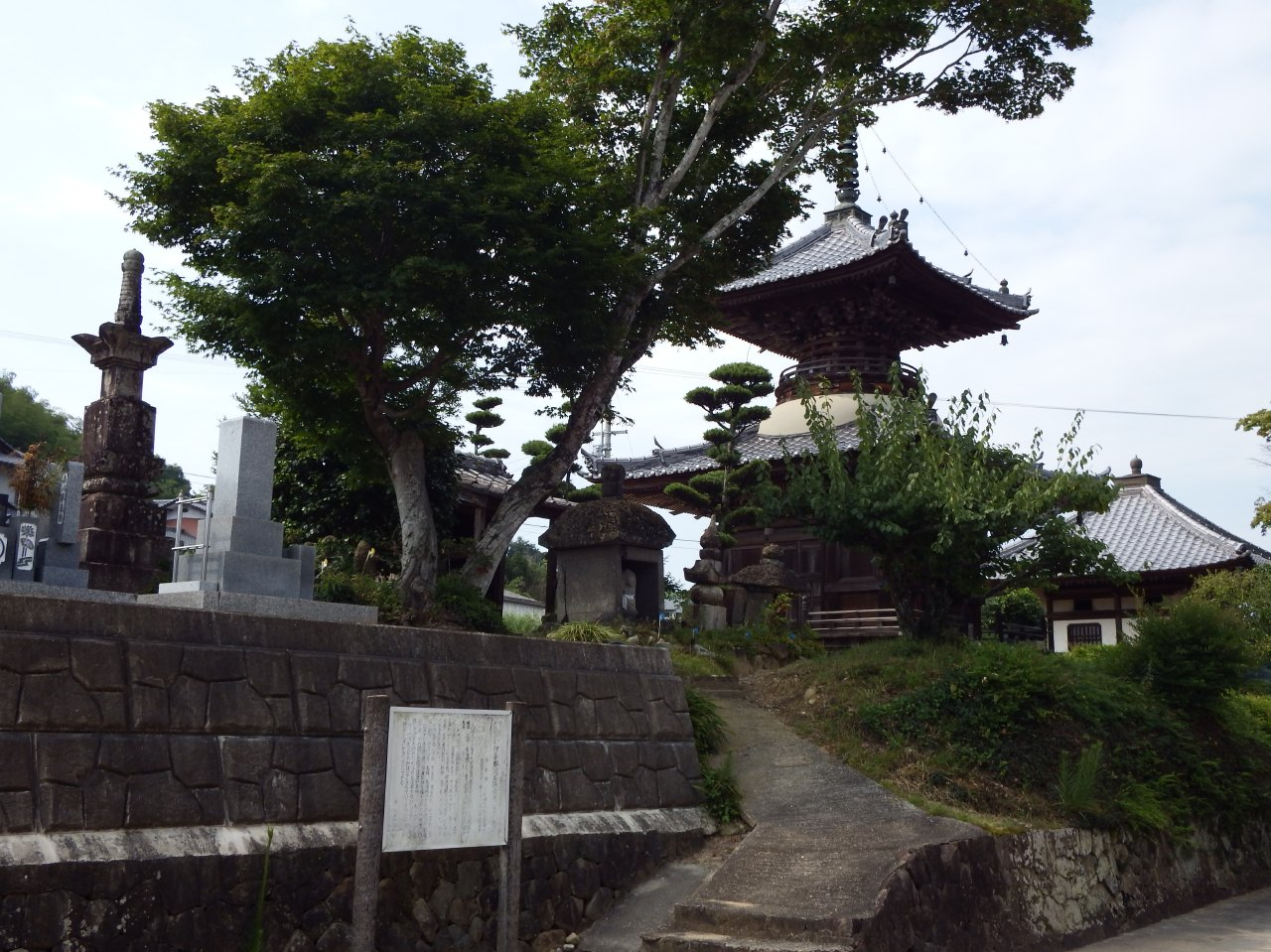
多宝塔

- 本堂：如意輪観音、脇仏・不動明王、毘沙門天
- 大師堂
- 六角堂
- 多宝塔

## 文化財
三豊市指定有形文化財
- 不動明王像：本尊脇仏
- 金剛力士像

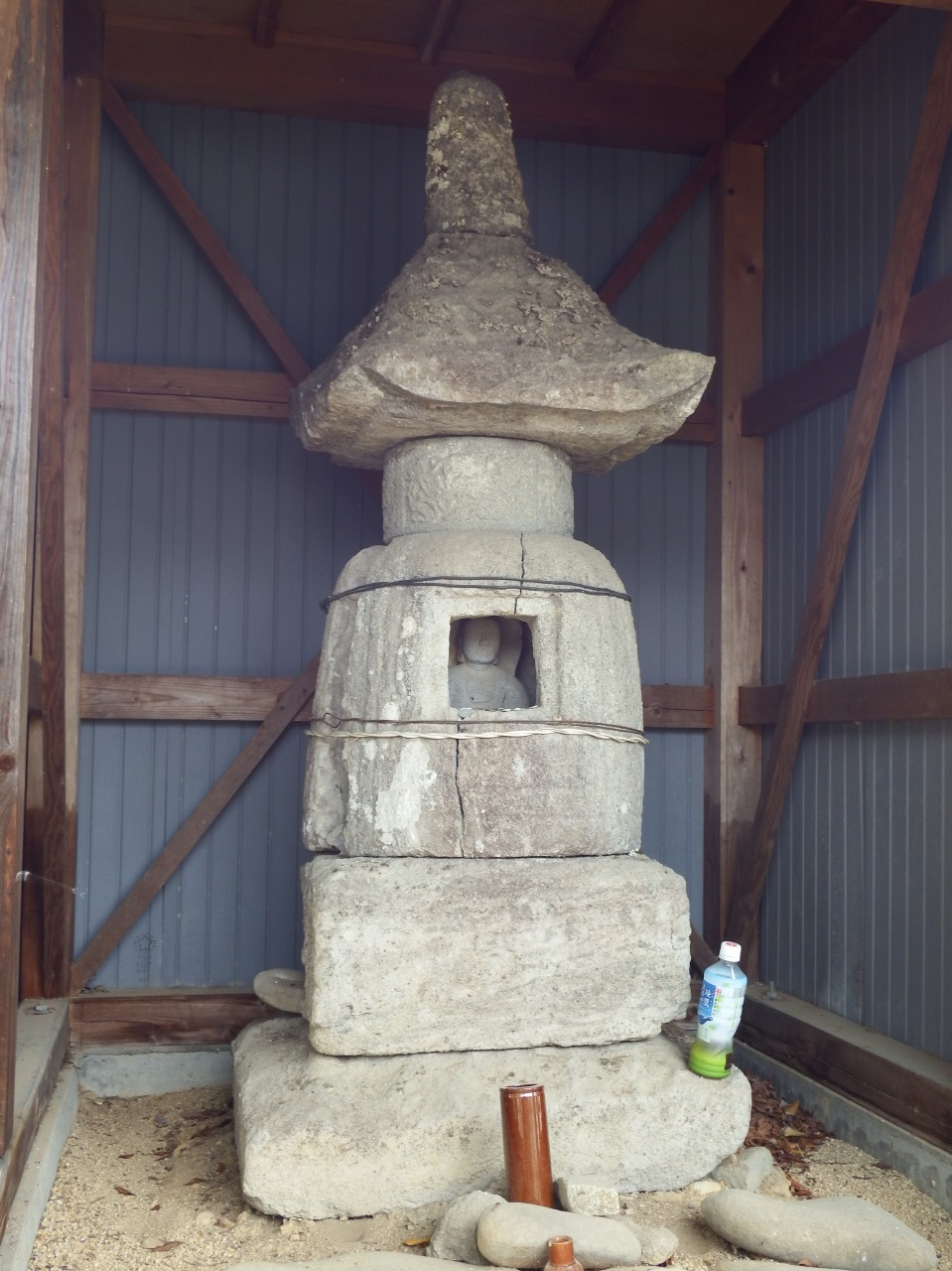
石造宝塔

- 石造宝塔：鎌倉時代後期、橘城主大平国秀とその一族の供養塔
- 釈迦涅槃図

## 交通案内
鉄道
- 四国旅客鉄道（JR四国）予讃線 観音寺駅よりタクシーで約25分。

## 前後の札所
新四国曼荼羅霊場
20番 延命院-- 21番 伊舎那院 -- 22番 密蔵寺